# Nephelistis persimilis
Nephelistis persimilis là một loài bướm đêm trong họ Noctuidae.